# دریای گراو

دریای گراو.

دریای گراو (اسپانیایی: Mar de Grau‎) نام رسمی یخشی از اقیانوس آرام است که تحت کنترل کشور پرو در آمریکای جنوبی قرار دارد. درازای این پهنه آبی تقریباً ۳۰۷۹٫۵۰ کیلومتر است و از موازات بوکو دکاپونس در شمال پرو تا به موازات پونتو کونکوردیا، مقابل شهر تاکنا در جنوب پرو ادامه دارد.
از نظر پهنا، منطقه دریایی گراو از کرانه‌های پرو تا ۲۰۰ مایل دریایی (۳۷۰٫۴ کیلومتر) درون اقیانوس آرام گسترش می‌یابد. این حوزه دریایی رسماً در ۲۴ مه ۱۹۸۴ به افتخار میگل گراو سمیناریو، یک افسر ارتش پرو که در پرو و بولیوی به عنوان قهرمان جنگ اقیانوس آرام علیه شیلی، شناخته می‌شود، نامگذاری شده است. در جریان جنگ، گراو با مهار نیروی دریایی شیلی به مدت شش ماه متوالی، دفاع از سواحل پرو و بولیوی را رهبری کرد و در نهایت در دریا در میان نبرد سرنوشت‌ساز آنگاموس جان باخت.